# Textura en boca

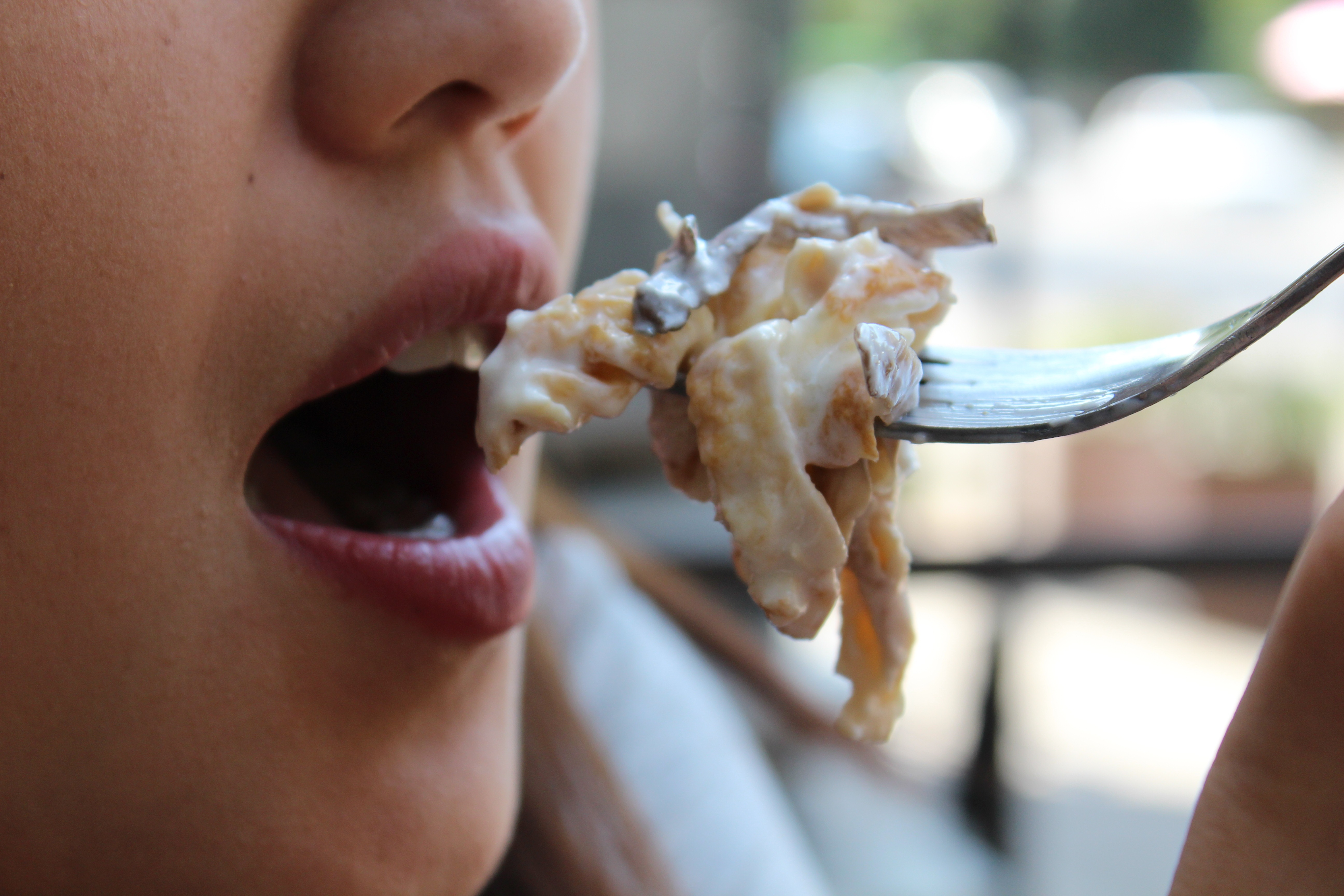
La textura es una de las percepciones sensibles de la comida.

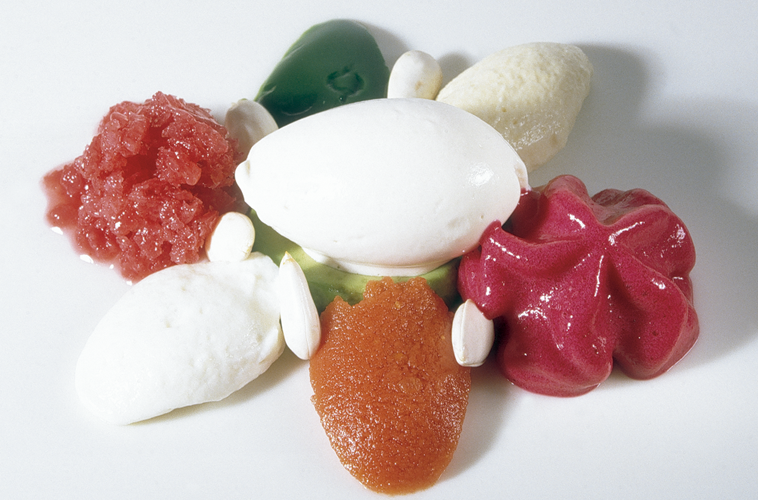
Diferentes texturas en un plato (Menestra de verduras de El Bulli, 1989).

La textura en boca es la interacción física y química de un producto en la boca, y un aspecto de la reología de los alimentos. Es un concepto empleado en muchas áreas relacionadas con la prueba y evaluación de productos alimenticios, como la cata de vinos. Se evalúa a partir de la percepción inicial sobre el paladar, hasta el primer mordisco, pasando por la masticación hasta la deglución y el retrogusto. En la cata de vino, por ejemplo, la textura en boca suele usarse con un modificador (grande, dulce, tánico, etcétera) para definir la sensación general del vino en la boca. A menudo está relacionada con la actividad acuosa del producto, teniendo los duros y crujientes menos actividad, y los blandos una actividad media a alta.

## Elementos percibidos
- Cohesión: Grado en el que la muestra se deforma antes de romperse cuando se muerde con los molares.
- Densidad: Compactibilidad de la sección transversal de la muestra tras morderla completamente con los molares.
- Viscosidad: Fuerza necesaria para tomar un líquido de una cuchara a la lengua.
- Dureza: Fuerza necesaria para deformar un producto a una distancia dada; por ejemplo, la necesaria para comprimirlo entre los molares, para cortarlo con los incisivos, o para comprimirlo entre la lengua y el paladar.
- Fracturabilidad: Fuerza con la que la muestra se desmorona, agrieta o rompe. Incluye cómo de desmenuzable, crujiente, cuscurrante y quebradiza es la muestra.
- Gomosidad: Energía necesaria para desintegrar un alimento semisólido a un estado apto para la deglución.
- Pesadez: Peso del producto percibido cuando se pone sobre la lengua.
- Absorción de humedad: Cantidad de saliva absorbida por el producto.
- Liberación de humedad: Cantidad de humedad o jugo liberada por la muestra.
- Sequedad: Grado en que la muestra se siente seca en la boca.
- Humedad: Cantidad de humedad percibida en la superficie del producto.
- Recubrimiento de la boca: Tipo y grado de recubrimiento de la boca tras la masticación (por ejemplo, aceitoso).
- Aspereza: Grado de abrasividad de la superficie del producto percibido por la lengua.
- Resbalosidad: Grado en que el producto se desliza sobre la lengua.
- Granosidad: Grado en que la muestra contiene pequeñas partículas granulosas.
- Suavidad: Ausencia de partículas, grumos, bultos, etcétera en el producto.
- Uniformidad: Grado en el que la muestra es uniforme en su totalidad.
- Uniformidad al masticar: Grado en que las características del producto son uniformes durante la masticación.
- Uniformidad al morder: Igualdad de la fuerza al morder.